# Pflasterpass

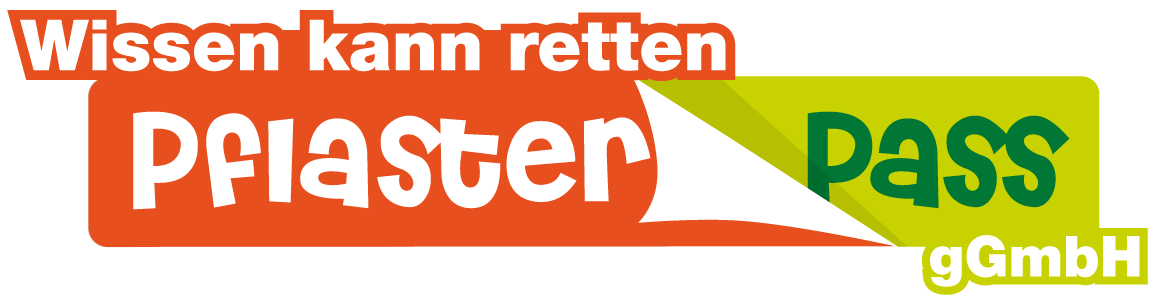
Logo der Pflasterpass gGmbH

Pflasterpass ist eine Initiative der gemeinnützigen Pflasterpass gGmbH aus Berlin, die Kindern im Alter von vier bis acht Jahren die altersgerechten Grundlagen der Ersten Hilfe vermittelt.

## Initiative

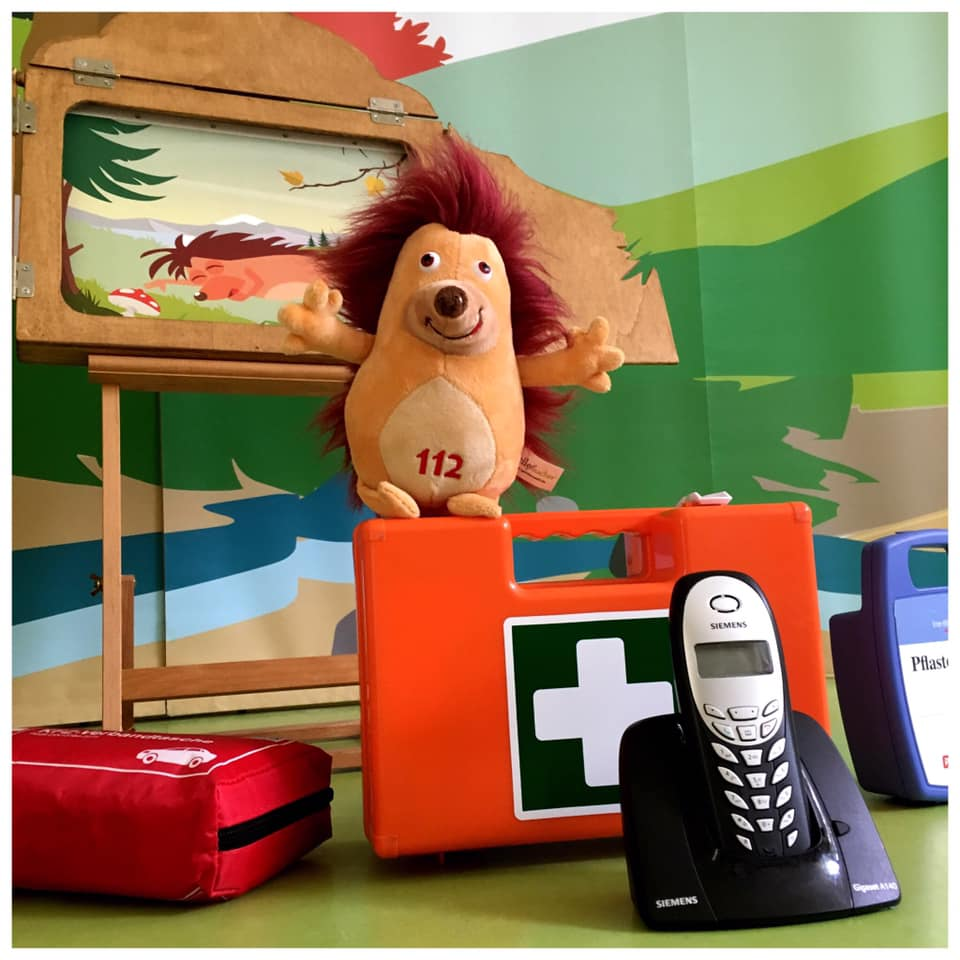
Das Maskottchen Igelchen im Kurs

Pflasterpass wurde im November 2013 in Berlin, von Frank Liehr und Rainer Seiler, gegründet und ist eine bundesweite Aktion, die Erste Hilfe Kurse für Kinder in Kindertageseinrichtungen und Grundschulen anbietet. Die Kinder lernen, altersgerecht und spielerisch, wie sie in einem Notfall reagieren, einen Notruf absetzen und selbst Erste Hilfe leisten können. Die Kinder werden ermutigt, im Notfall selbst einen Notruf abzusetzen, sie lernen, ein Pflaster oder einen Verband anzulegen und sie erlernen die stabile Seitenlage. Dabei soll ihnen die Angst vor unerwarteten Situationen genommen werden. Zugleich werden sie gegenüber Gefahrensituationen sensibilisiert.
Die Inhalte werden mithilfe einer Tiergeschichte von „Igelchen und seinen Freunden“ spielerisch vermittelt. Es gibt drei Stufen, den Pflasterpass-Kurs in Bronze für Kindergartenkinder (4–5 Jahre), in Silber (5–6 Jahre) für Vorschulkinder und in Gold für Grundschulkinder (7–8 Jahre). Die Kursleiter sind seit 2020 als bundesweit erster Anbieter von Erste Hilfe für Kinder durch die Dekra nach ISO-Norm 17024 personenzertifiziert.
Ziel der Initiative mit dem Slogan „Wissen kann Leben retten“ ist es, bis 2022 diese modularen Kurse als bundesweit einheitlichen Standard für die Erste Hilfe-Ausbildung von Kindern anzubieten. Bis Anfang 2020 gibt es bundesweit 32 Pflasterpass-Standorte. 2018 wurde in Dresden der erste Pflasterpass Laden eröffnet, mit einem Raum für die Pflasterpass-Kurse.
Die Pflasterpass gGmbH ist seit 2016 offizielles Mitglied der Bundesarbeitsgemeinschaft Mehr Sicherheit für Kinder und wurde 2019 als Jahresprojekt vom Hilfswerk der Baden-Württembergischen Apothekerinnen und Apotheker e.V. unterstützt. Zudem ist die Pflasterpass gGmbH Mitglied der Bundesvereinigung Prävention und Gesundheitsförderung e. V.

## Auszeichnungen
2017 gewann die Initiative Pflasterpass den Dekra Award für Sicherheit zu Hause.